# بوانینگ
بوانینگ (به انگلیسی: Bowning) یک منطقهٔ مسکونی در استرالیا است که در نیو ساوت ولز واقع شده‌است.